# Оборонпром
Объединённая промышленная корпорация «Оборонпром» — российская машиностроительная группа. Входит в состав госкорпорации «Ростех». Штаб-квартира организации находится в Москве, фирма основана в 2002 году.

## Деятельность
Активы компании
Группе «Оборонпром» принадлежат:
- 100 % акций управляющей компании АО «Вертолёты России», консолидирующей всю российскую отрасль вертолётостроения.
- 100 % акций АО «Объединённая двигателестроительная корпорация», консолидирующей 85% активов российского двигателестроения.
- ООО "Промышленный холдинг «Автокомпоненты» — 100 % дочерняя компания «Оборонпром», в структуру входят автокомпонентные предприятия: (Димитровградский автоагрегатный завод, Димитровградский завод радиаторов, Димитровградский завод вкладышей, Димитровградский завод порошковой металлургии, Димитровградский инструментальный завод, Димитровградский завод светотехники, Скопинский автоагрегатный завод, Сердобский механический завод, тольяттинский ЗИП — «Завод индустриальных покрытий»).
- АО «Станкопром» (50,67 % акций)

### Показатели деятельности
Выручка компании по годам (в млрд руб.):
- 2004 — 17
- 2005 — 22,5
- 2006 — 33
- 2007 — 38,5
- 2008 — 120
- 2009 — 137
- 2010 — 181
- 2011 — 230
- 2012 — 275
- 2013 — 350
- 2014 — 361

Из-за войны на Донбассе и вторжении России на Украину, группа находится под международными санкциями Евросоюза, США, Великобритании и ряда других стран.

## Собственники и руководство
Акционеры компании:
«Ростех» (100 %).
Генеральный директор — Дмитрий Юрьевич Леликов. Председатель совета директоров — Сергей Михайлович Сокол.